# Slätmossen-Borgberget
Slätmossen-Borgberget är ett naturreservat i Nynäshamns kommun i Stockholms län.
Området är naturskyddat sedan 2006 och är 178 hektar stort. Reservatet har två delar och omfattar mest myrmark. Reservatets skog består av barrskog med tall på höjder och i mossarna.